# Turpan
Turpan, Turfan of Tulupan is een stad (anno 2000 circa 252.000 inwoners, voornamelijk Oeigoeren), gelegen in de Turpanlaagte aan de voet van de Bogda Shan. Het is de hoofdstad van de gelijknamige Prefectuur Turpan in de Chinese autonome regio Xinjiang. 
Het diepste punt van de Turpanlaagte ligt op 154 meter onder zeeniveau. Het is daarmee het laagste punt in China. Turpan ligt langs de noordelijke zijderoute en is een belangrijke toeristische attractie die vooral bekend is vanwege druiven en ondergrondse kanalen, karez genoemd.

## Geschiedenis
Turpan is al lange tijd het centrum van een vruchtbare oase en een belangrijk handelscentrum. Het was gelegen aan de noordelijke route van de zijderoute, naast de koninkrijken van Korla en Karasahr in het zuidwesten en de stad Gaochang (Qara-hoja) in het zuidoosten.
Oorspronkelijk was het deel van een Tochaars koninkrijk genaamd Gushi dat in 107 v.Chr. door de Chinezen werd veroverd en uiteenviel in twee delen, Nabije Jushi (Turpan) en Verdere Jushi (Jimisar). Tijdens de Han-dynastie wisselde de stad meerdere malen tussen de Xiongnu en de Han, afgewisseld met korte periodes van onafhankelijkheid. Na de val van de Han-dynastie was de regio vrijwel onafhankelijk, hoewel schatplichtig aan verschillende dynastieën. Tot de 5e eeuw AD was de hoofdstad van het koninkrijk Jiaohe (het huidige Yarghul, 16 km ten westen van Turpan).
Van 487 tot 541 was Turpan een onafhankelijk koninkrijk geregeerd door de Tiele, een Turkse stam. De Rouran versloegen de Tiele en onderwierpen Turpan, maar snel daarna werden de Rouran verslagen door de Göktürken.

## Verovering door de Tang
Tijdens de 7e, 8e en begin 9e eeuw vochten het Tibetaanse Rijk, de Tang-dynastie en Turkse stammen over de heerschappij van het Tarimbekken.
Na verovering door de Tang in 640 werd Turpan door hen omgedoopt tot Xizhou. De stad had vele herbergen voor kooplieden en andere reizigers. Documenten tonen een toename in de verkoop van slaven in Turpan.
Na de An Lushan-opstand werd de Tang-dynastie ernstig verzwakt, en de Tibetanen pakten de kans om zich uit te breiden tot in Gansu en de Westelijke Gebieden. De Tibetanen namen de controle over Turpan in 792.

## Oeigoerse heerschappij
In 803 veroverde het Oeigoerse Rijk Turpan op de Tibetanen. Het Oeigoerse kanaat werd echter vernietigd door de Kirgiezen en in 840 werd hun hoofdstad Ordu-Baliq gepunderd. De nederlaag resulteerde in een migratie van Oeigoeren uit het huidige Mongolië naar Gansu en Centraal-Azië, waarbij zij zich voegden bij andere al in Turpan aanwezige Oeigoeren.
De Oeigoeren vestigden een koninkrijk in de regio Turpan met als hoofdstad Qara-hoja (of Gaochang). Het koninkrijk duurde van 856 tot 1389. De Oeigoeren waren oorspronkelijk manicheeërs maar werden later bekeerd tot het boeddhisme, en financierden de bouw van de Duizend Boeddha's-grotten van Bezeklik. De Oeigoeren sloten een verbond met de heersers van Dunhuang. De Oeigoerse staat werd later een vazalstaat van de Kara-Kitan, en vervolgens een vazal van het Mongoolse Rijk. 
Het Oeigoerse koninkrijk werd geleid door de geestelijke leiders of idikut. De laatste idikut verliet Turpan in 1284, eerst naar Hami, daarna Gansu, om bescherming bij de Yuan-dynastie te zoeken. De lokale Oeigoerse boeddhistische heersers bleven aan de macht tot de invasie van khan Hizr Hoja van Chagatai in 1389. De bekering van de lokale boeddhistische bevolking tot de islam was pas volledig in de tweede helft van de 15e eeuw.

## 15-16e eeuw
Nog in 1420 meldde de Timoeriden-gezant Ghiyath al-Din Naqqāsh, die door Turpan trok op de weg van Herat naar Peking, dat veel inwoners van de stad "ongelovigen" waren. Hij bezocht een "zeer grote en mooie" tempel met een standbeeld van Gautama Boeddha. In een van de versies van zijn bericht wordt ook vermeld dat veel Turpaniërs "het kruis aanbaden".
Yunus Khan, De Chagatai-heerser van Turpan, ook wel bekend als Hajji `Ali (regeerde 1462-1478), verenigde in 1472 het kanaat van Chagatai onder zijn gezag. Rond die tijd begon een conflict met de Ming-dynastie over de tribuut-handel. De Turpaniërs profiteerde van het versturen van "tribuutmissies" naar China, waardoor ze van de Ming-keizers waardevolle geschenken ontvingen en handel konden drijven. De Chinezen waren echter van mening dat de ontvangst van deze missies te duur was. 
Yunus Khan ergerde zich aan de beperkingen in frequentie en omvang van de Turpan-delegaties (niet meer dan eens per 5 jaar, met niet meer dan 10 leden) welke de Ming in 1465 oplegden, en door de weigering van de Ming om voldoende luxe geschenken aan de gezanten te geven. Dienovereenkomstig ging hij in 1473 in oorlog tegen China en veroverde Hami, een vazalstaat van de Ming, op de Oirat-Mongool Henshen. Hij behield de stad voor een tijdje, totdat hij door de Ming werd teruggedreven naar Turpan. Na het vertrekken van de Ming bezette hij Hami opnieuw. De Mongolen van Henshen heroverden Hami in 1482 en 1483, maar de zoon van Yunus Khan, Ahmad Alaq, heroverde de stad in 1493 en nam hun leider en de Chinese vertegenwoordiger gevangen. In reactie daarop richtten de Ming een economische blokkade van Turpan op en verdreven alle Oeigoeren uit Gansu. 
Ahmeds zoon Mansur volgde hem op en nam Hami opnieuw in 1517. Na de verovering probeerde Mansur meerdere malen China aan te vallen. In 1524 ondernam hij een invasie met 20.000 man, maar werd verslagen door Chinese troepen. In alliantie met de Oirat probeerde Mansur in 1528 Suzhou in Gansu binnen te vallen, maar werd opnieuw verslagen. De Chinezen weigerden de economische blokkade die had geleid tot de gevechten op te heffen, en bleef de tribuutmissies en de handel met China beperken.

## 19e eeuw
Francis Younghusband bezocht Turpan in 1887 op zijn reis van Peking naar India. Hij zei dat het bestond uit twee ommuurde steden, een Chinese met een bevolking van "niet meer dan 5.000", en ongeveer een mijl (1,6 km) naar het westen een Turkse stad met "waarschijnlijk 12.000 tot 15.000 inwoners". De stad (vermoedelijk de Turkse stad) had vier poorten, een voor elk van de windrichtingen, van massief metselwerk met massief houten deuren bedekt met ijzer, en beschermd door halfronde bastions. De goed onderhouden muren waren van gedroogde leem en ongeveer 35 voet (10,7 m) lang en 20 tot 30 voet (6-9 m) dik, met schietgaten aan de bovenkant. Er was een dwingel van 15 yard (14 m) breed buiten de hoofdmuren, omgeven door een dwingelmuur van ongeveer 8 voet (2,4 m) hoog, met daaromheen een gracht van ongeveer 12 voet (3.7 m) diep en 20 voet (6 m ) breed). Er waren ronde torens bij de toegangspoorten, kleine vierkante torens op de hoeken en twee kleine vierkante bastions tussen de hoeken en de toegangspoorten. In de omliggende velden werden tarwe, katoen, papaver, meloenen en druiven geteeld. 
De 19e-eeuwse Russische ontdekkingsreiziger Grigori Groemm-Grzjimajlo beschreef de lokale rozijnen als "misschien de beste van de wereld", en wees op de gebouwen "van een perfect en uniek ontwerp" die werden gebruikt om deze te drogen.

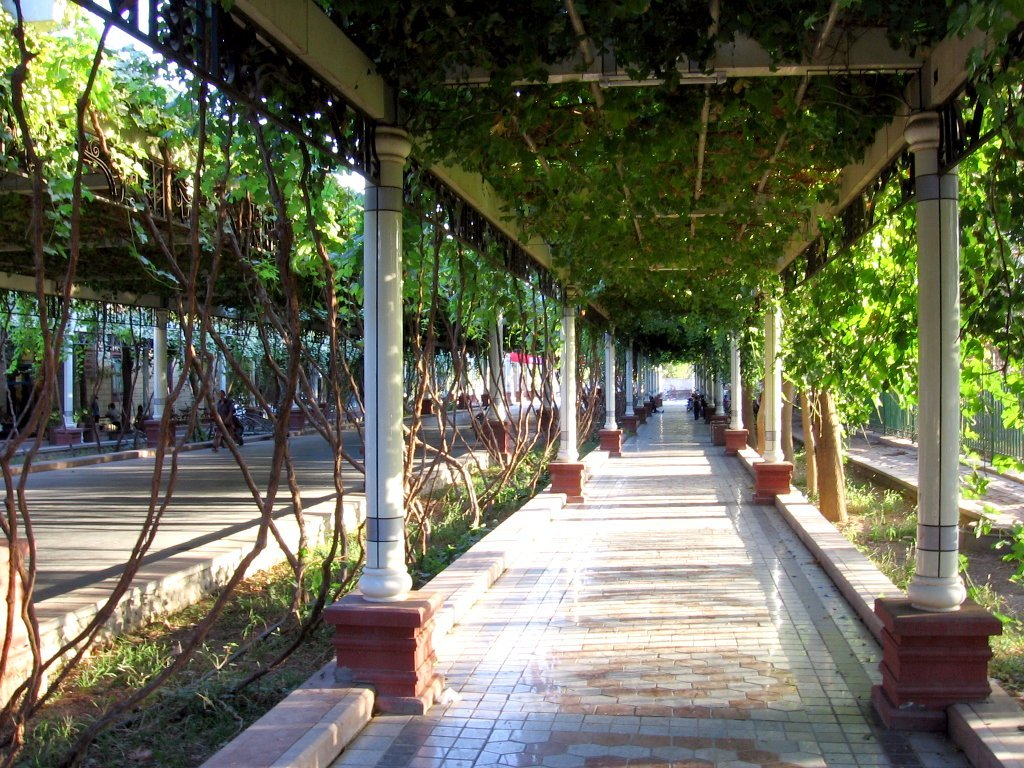
Druiventeelt
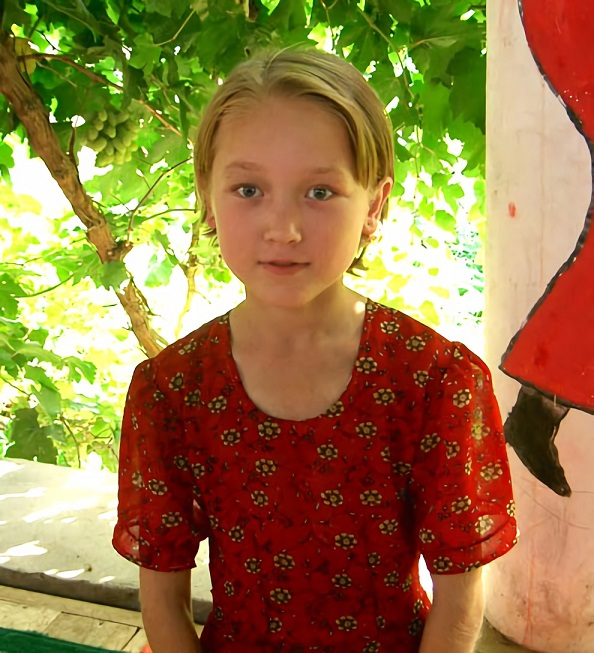
Meisje in Turpan
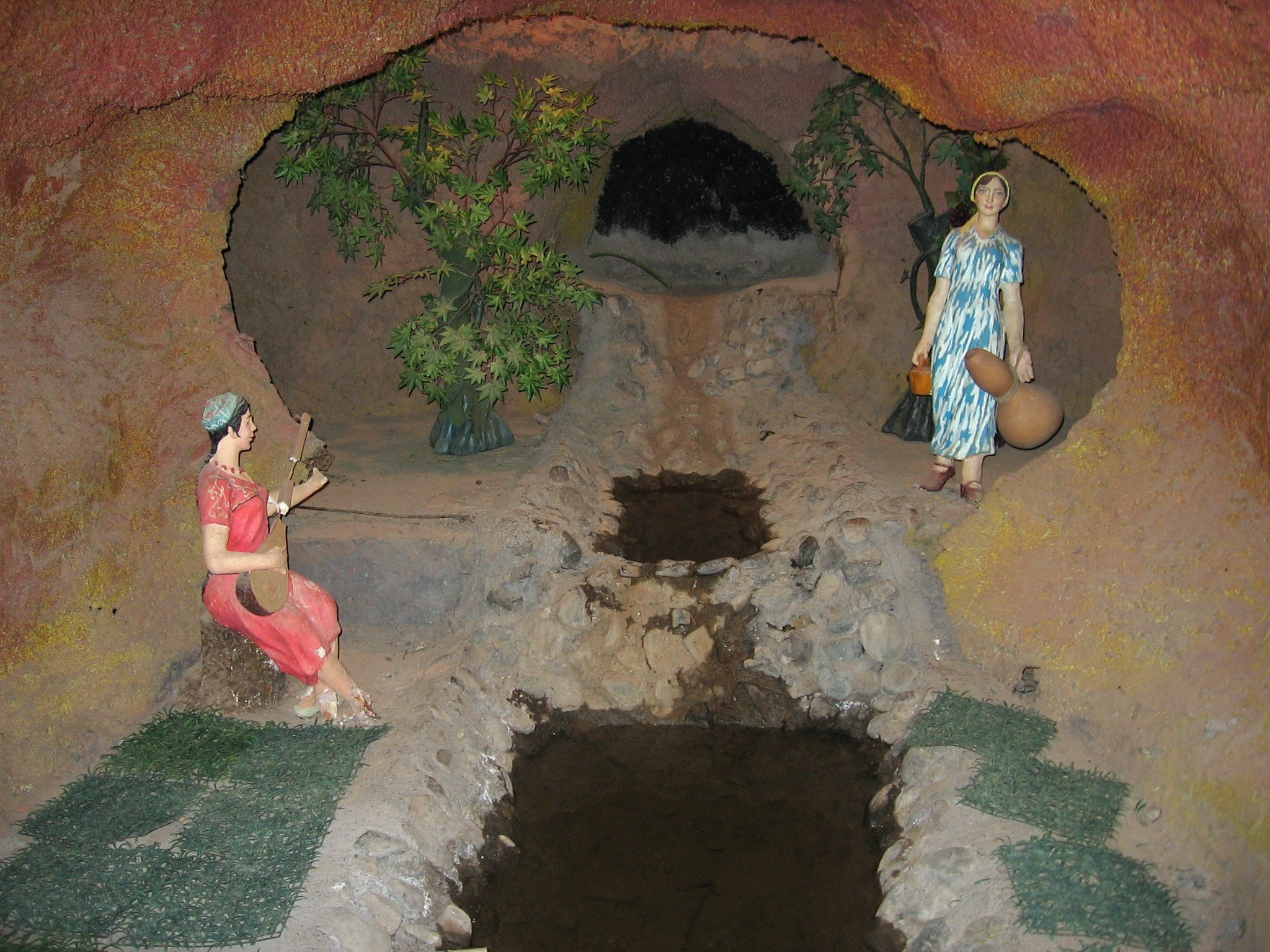
Model van een irrigatiekanaal
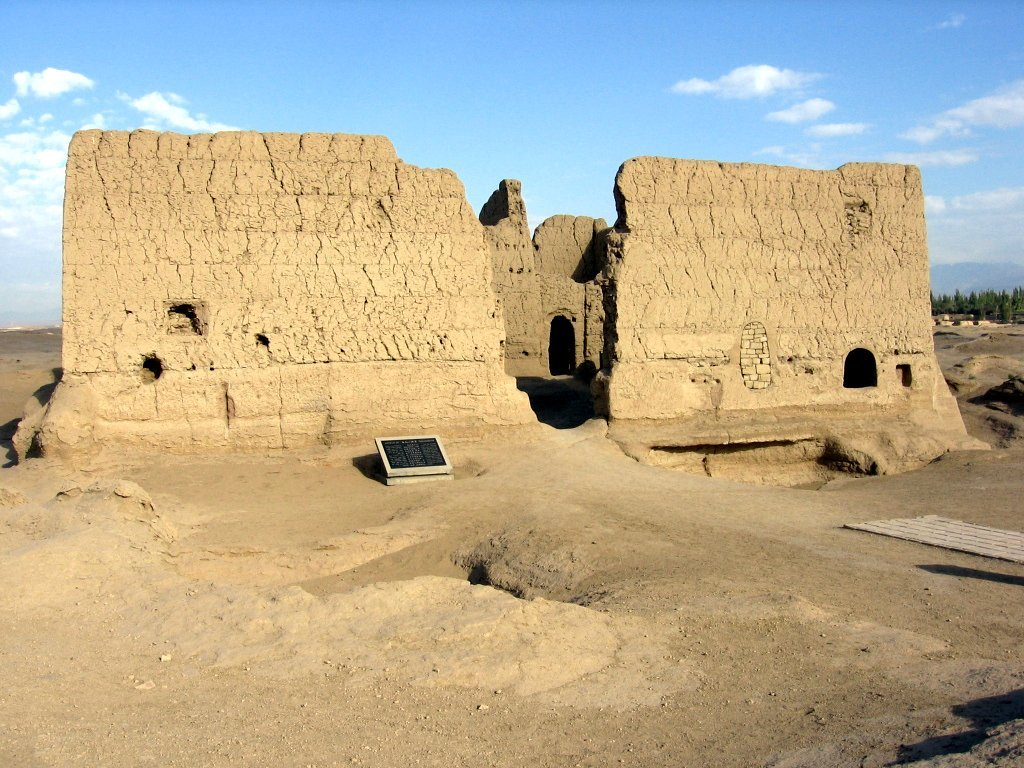
Ruïnes van Jiaohe, de vroegere hoofdstad van Turpan